# Wilczy Dół (wąwóz)

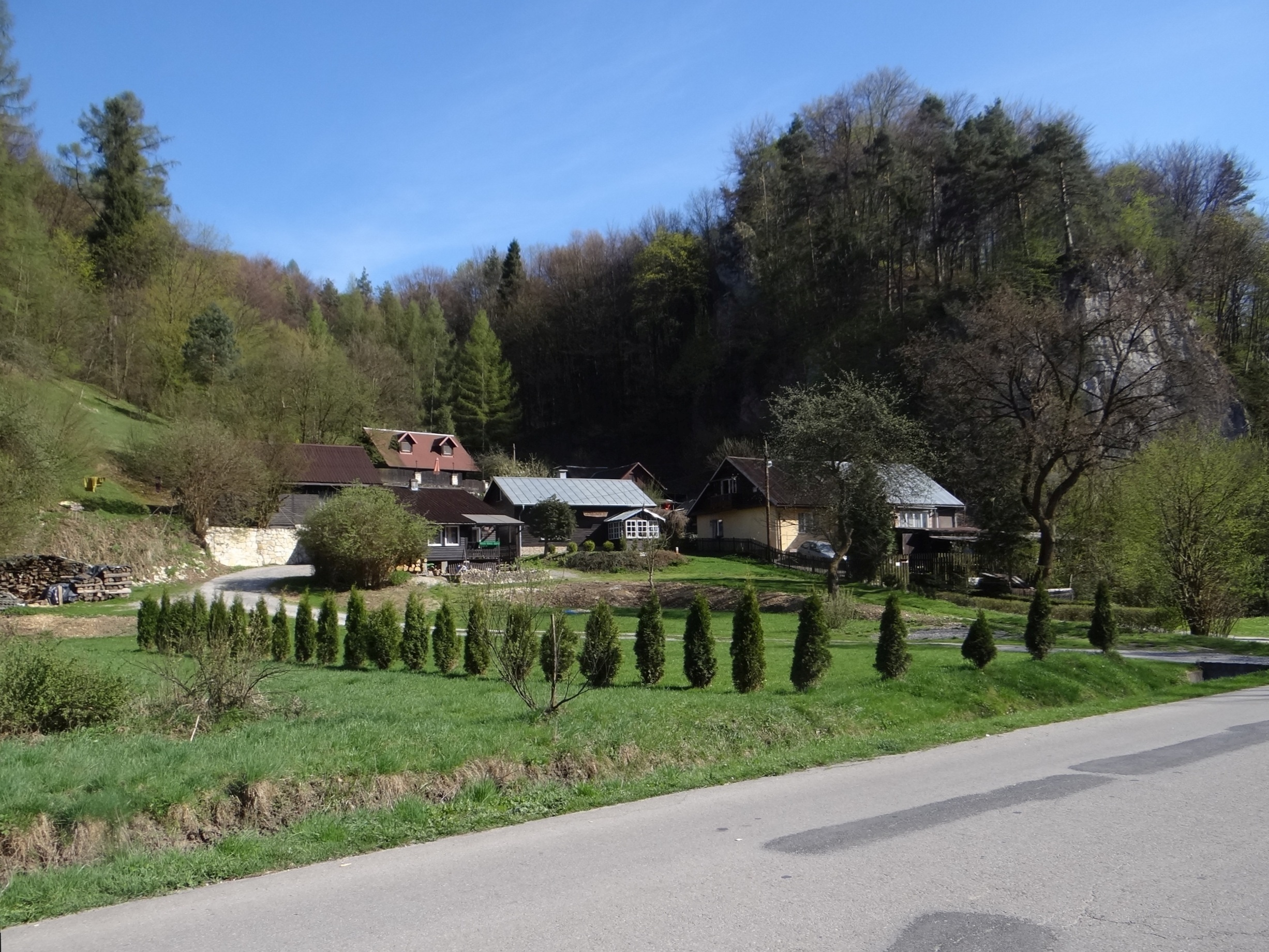
Wylot wąwozu Wilczy Dół

Wilczy Dół – porośnięty lasem wąwóz w Ojcowskim Parku Narodowym. Znajduje się w lewym zboczu Doliny Prądnika i ma wylot naprzeciwko i nieco powyżej wylotu Doliny Sąspowskiej, obok należącego do Ojcowa kilkudomowego osiedla Czyżówki. Od południowej strony w wylocie wąwozu znajduje się jedna ze skał Czyżówek.
Wąwozem Wilczy Dół prowadzi Zamkowa Droga, która niegdyś łączyła miejscowość Smardzowice z Zamkiem w Ojcowie i Zamkiem w Pieskowej Skale.